# Levaré
Levaré é uma comuna francesa na região administrativa da Pays de la Loire, no departamento de Mayenne. Estende-se por uma área de 11,53 km². Em 2010 a comuna tinha 298 habitantes (densidade: 25,8 hab./km²).